# Riolas
Riolas est une commune française située dans l'ouest du département de la Haute-Garonne en région Occitanie.
Sur le plan historique et culturel, la commune est dans le pays de Comminges, correspondant à l’ancien comté de Comminges, circonscription de la province de Gascogne située sur les départements actuels du Gers, de la Haute-Garonne, des Hautes-Pyrénées et de l'Ariège. Exposée à un climat océanique altéré, elle est drainée par le ruisseau de Bartet, le ruisseau de Peyréga et par divers autres petits cours d'eau. La commune possède un patrimoine naturel remarquable composé de deux zones naturelles d'intérêt écologique, faunistique et floristique.
Riolas est une commune rurale qui compte 55 habitants en 2022, après avoir connu un pic de population de 187 habitants en 1851..
Ses habitants sont appelés les Riolasais.

## Géographie

### Localisation
La commune de Riolas se trouve dans le département de la Haute-Garonne, en région Occitanie.
Elle se situe à 51 km à vol d'oiseau de Toulouse, préfecture du département, à 31 km de Saint-Gaudens, sous-préfecture, et à 21 km de Cazères, bureau centralisateur du canton de Cazères dont dépend la commune depuis 2015 pour les élections départementales.
La commune fait en outre partie du bassin de vie de L'Isle-en-Dodon.
Les communes les plus proches sont : 
Castelgaillard (1,4 km), Labastide-Paumès (2,2 km), Cazac (2,2 km), Coueilles (2,4 km), Ambax (2,6 km), Agassac (3,4 km), Mauvezin (4,2 km), Fabas (4,3 km).
Sur le plan historique et culturel, Riolas fait partie du pays de Comminges, correspondant à l’ancien comté de Comminges, circonscription de la province de Gascogne située sur les départements actuels du Gers, de la Haute-Garonne, des Hautes-Pyrénées et de l'Ariège.
Les communes limitrophes sont  Ambax, Castelgaillard, Cazac et Labastide-Paumès.
|                |        | Ambax            |
| Castelgaillard | Riolas | Cazac            |
|                |        | Labastide-Paumès |

### Géologie et relief
La superficie de la commune est de 286 hectares ; son altitude varie de 239  à   352 mètres.

### Hydrographie

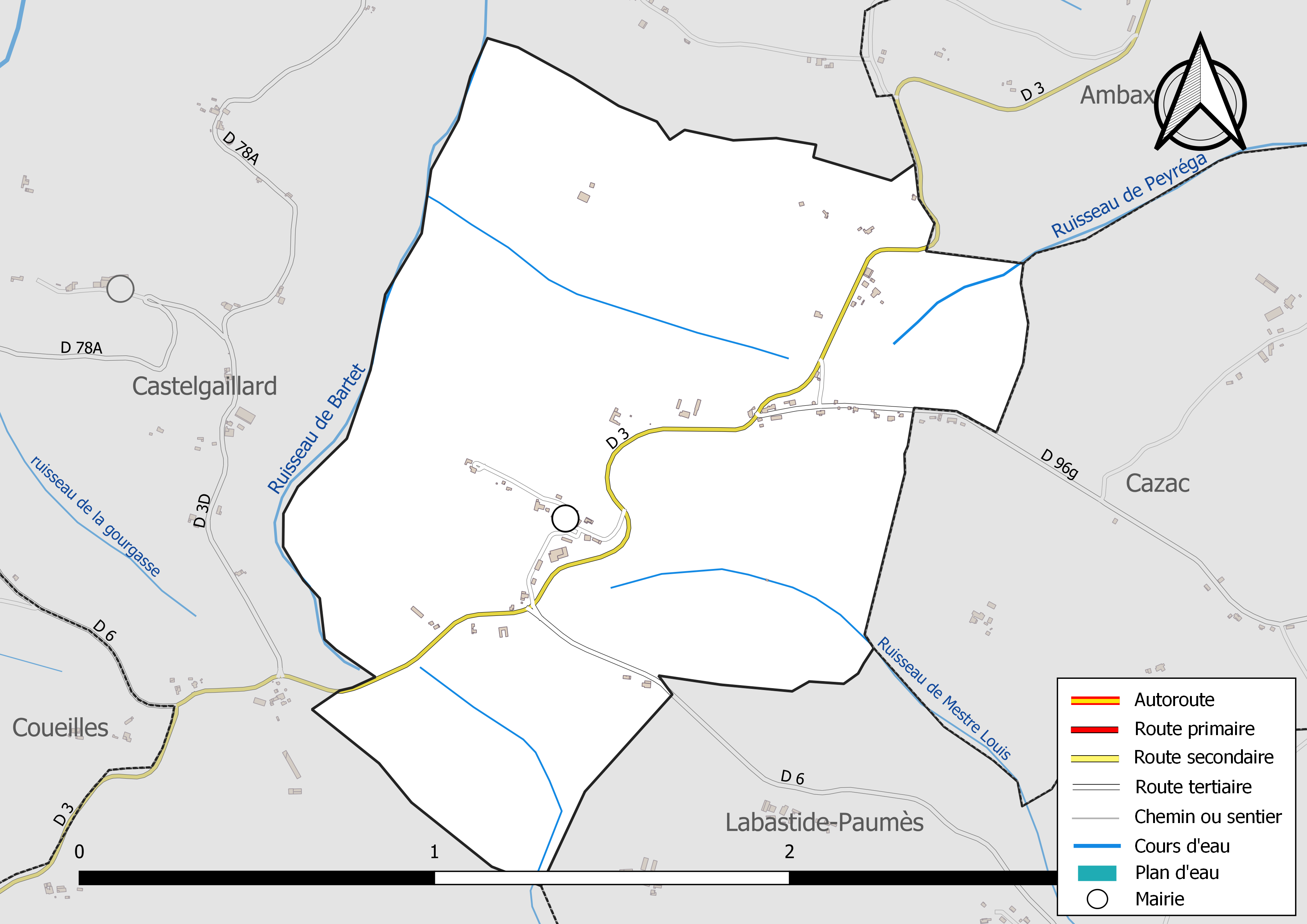
Réseaux hydrographique et routier de Riolas.

La commune est dans le bassin de la Garonne, au sein du bassin hydrographique Adour-Garonne. Elle est drainée par le ruisseau de Bartet, le ruisseau de Peyréga, le ruisseau de Mestre Louis et par deux petits cours d'eau, constituant un réseau hydrographique de 3 km de longueur totale,.

### Climat
Pour des articles plus généraux, voir Climat de l'Occitanie et Climat de la Haute-Garonne.
En 2010, le climat de la commune est de type climat océanique altéré, selon une étude s'appuyant sur une série de données couvrant la période 1971-2000. En 2020, Météo-France publie une typologie des climats de la France métropolitaine dans laquelle la commune est toujours exposée à un climat océanique altéré et est dans la région climatique Aquitaine, Gascogne, caractérisée par une pluviométrie abondante au printemps, modérée en automne, un faible ensoleillement au printemps, un été chaud (19,5 °C), des vents faibles, des brouillards fréquents en automne et en hiver et des orages fréquents en été (15 à 20 jours).
Pour la période 1971-2000, la température annuelle moyenne est de 12,7 °C, avec une amplitude thermique annuelle de 15,1 °C. Le cumul annuel moyen de précipitations est de 844 mm, avec 9,3 jours de précipitations en janvier et 6,3 jours en juillet. Pour la période 1991-2020, la température moyenne annuelle observée sur la station météorologique la plus proche, située sur la commune de Palaminy à 20 km à vol d'oiseau, est de 13,2 °C et le cumul annuel moyen de précipitations est de 715,2 mm,. Pour l'avenir, les paramètres climatiques de la commune estimés pour 2050 selon différents scénarios d’émission de gaz à effet de serre sont consultables sur un site dédié publié par Météo-France en novembre 2022.

### Milieux naturels et biodiversité

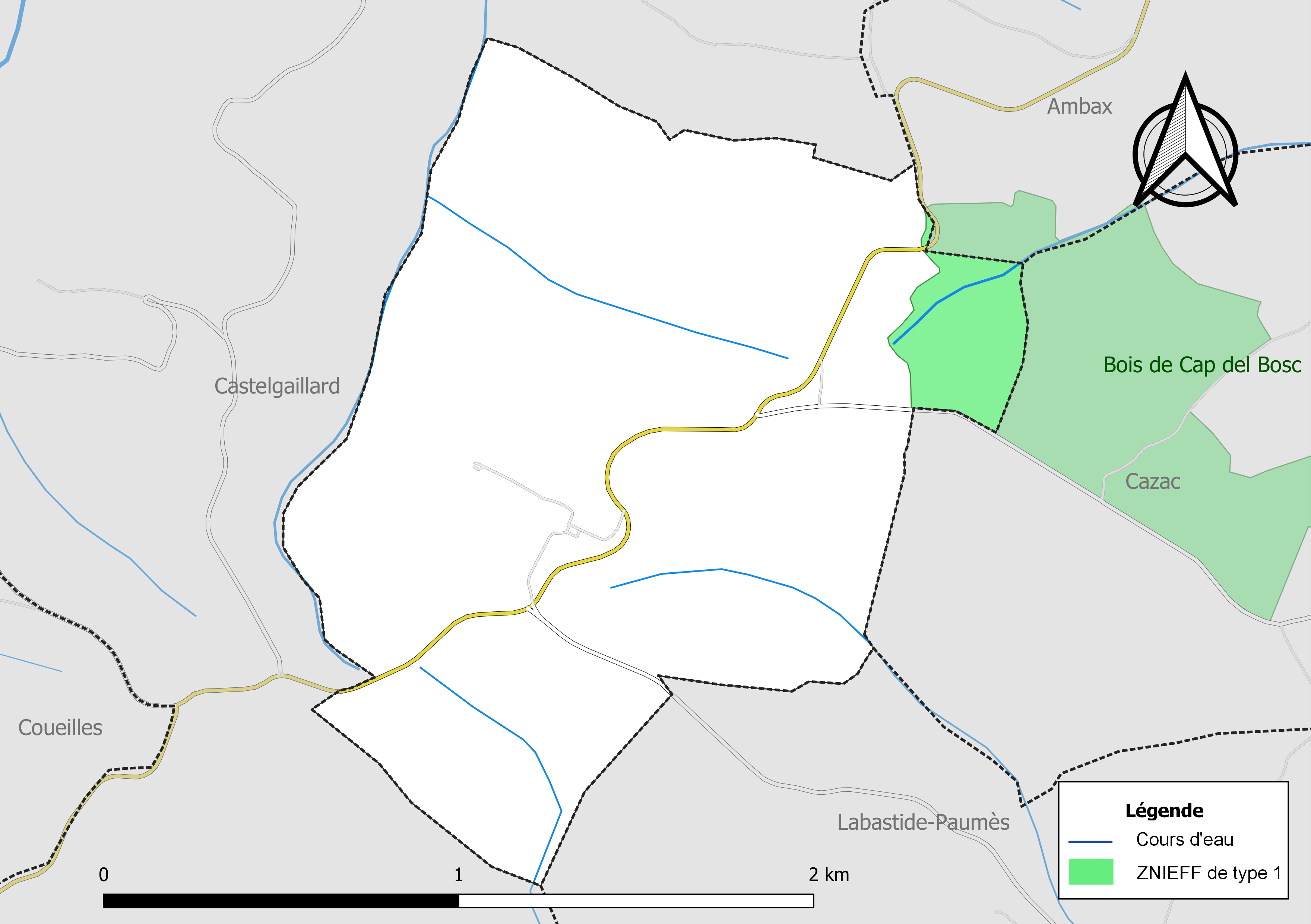
Carte de la ZNIEFF de type 1 localisée sur la commune.

L’inventaire des zones naturelles d'intérêt écologique, faunistique et floristique (ZNIEFF) a pour objectif de réaliser une couverture des zones les plus intéressantes sur le plan écologique, essentiellement dans la perspective d’améliorer la connaissance du patrimoine naturel national et de fournir aux différents décideurs un outil d’aide à la prise en compte de l’environnement dans l’aménagement du territoire.
Une ZNIEFF de type 1 est recensée sur la commune :
le « bois de cap del Bosc » (80 ha), couvrant 3 communes du département et une ZNIEFF de type 2, : 
l'« ensemble de bois et bosquets entre Cazac, Ambax et Sénarens » (961 ha), couvrant 8 communes dont sept dans la Haute-Garonne et une dans le Gers.

## Urbanisme

### Typologie
Au 1er janvier 2024, Riolas est catégorisée commune rurale à habitat très dispersé, selon la nouvelle grille communale de densité à sept niveaux définie par l'Insee en 2022.
Elle est située hors unité urbaine et hors attraction des villes,.

### Occupation des sols
L'occupation des sols de la commune, telle qu'elle ressort de la base de données européenne d’occupation biophysique des sols Corine Land Cover (CLC), est marquée par l'importance des territoires agricoles (95,5 % en 2018), une proportion identique à celle de 1990 (95,5 %). La répartition détaillée en 2018 est la suivante : 
terres arables (53 %), prairies (42,5 %), forêts (4,5 %). L'évolution de l’occupation des sols de la commune et de ses infrastructures peut être observée sur les différentes représentations cartographiques du territoire : la carte de Cassini (XVIIIe siècle), la carte d'état-major (1820-1866) et les cartes ou photos aériennes de l'IGN pour la période actuelle (1950 à aujourd'hui).

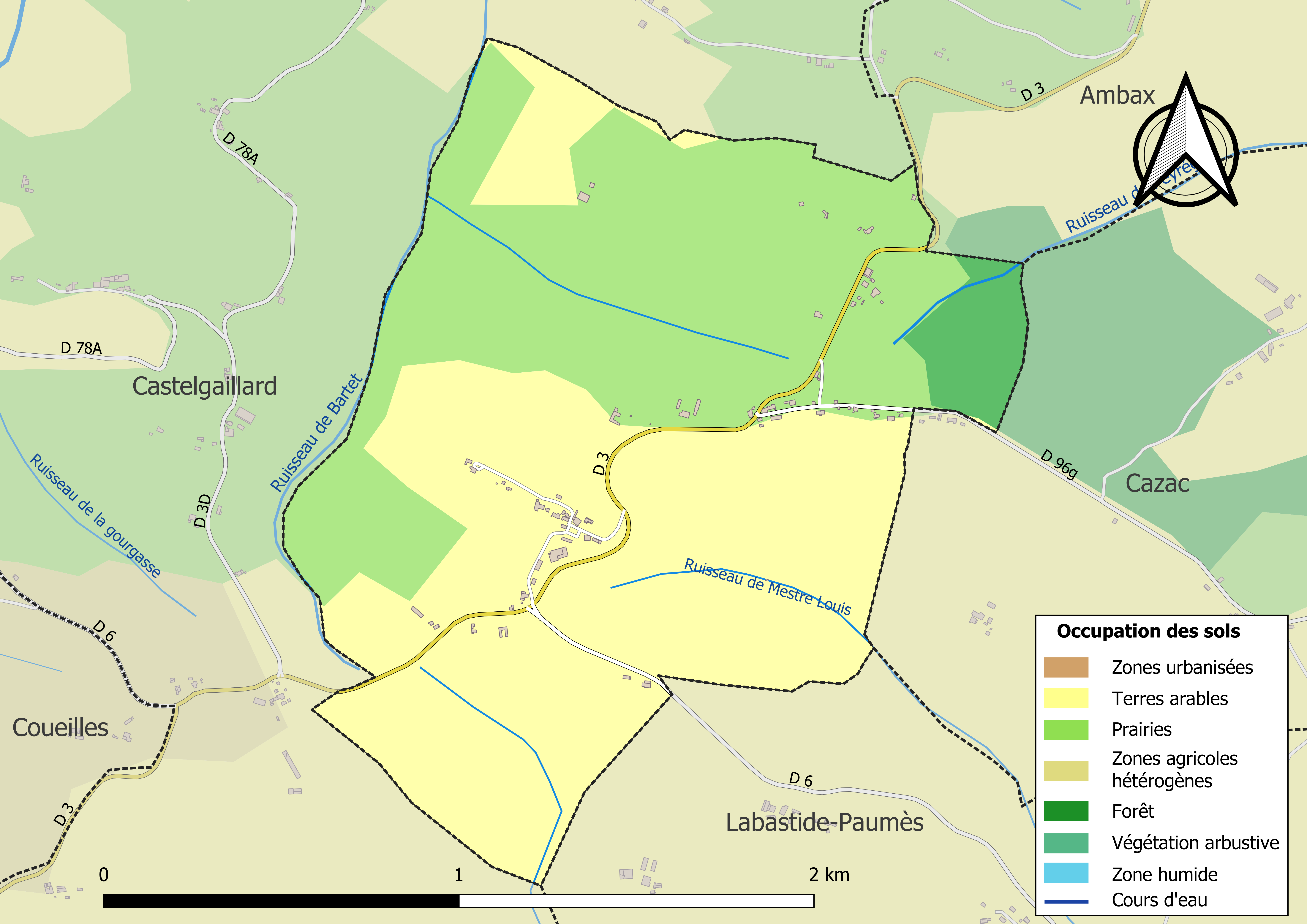
Carte des infrastructures et de l'occupation des sols de la commune en 2018 (CLC).

### Risques majeurs
Le territoire de la commune de Riolas est vulnérable à différents aléas naturels : météorologiques (tempête, orage, neige, grand froid, canicule ou sécheresse) et séisme (sismicité faible). Un site publié par le BRGM permet d'évaluer simplement et rapidement les risques d'un bien localisé soit par son adresse soit par le numéro de sa parcelle.

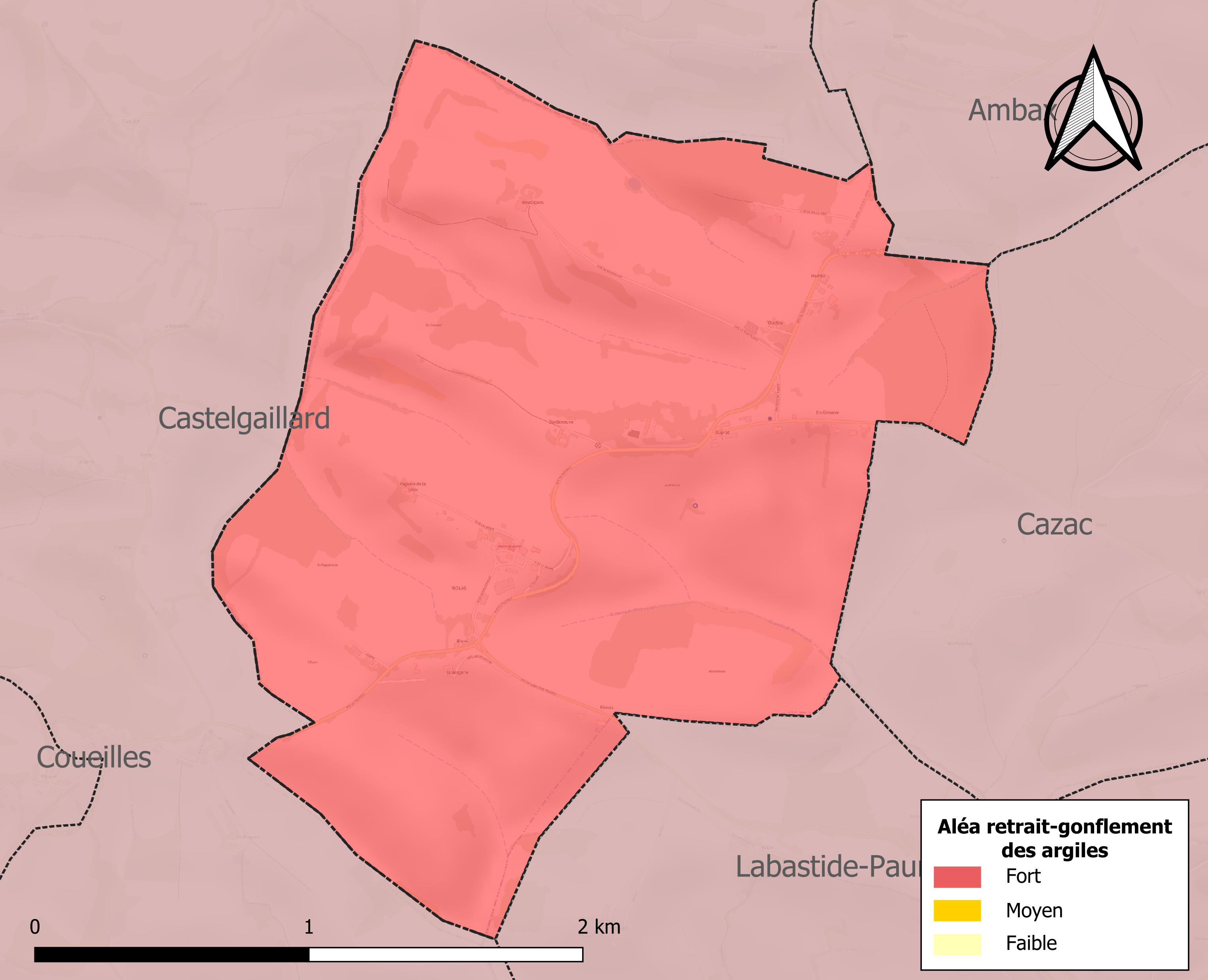
Carte des zones d'aléa retrait-gonflement des sols argileux de Riolas.

Le retrait-gonflement des sols argileux est susceptible d'engendrer des dommages importants aux bâtiments en cas d’alternance de périodes de sécheresse et de pluie. La totalité de la commune est en aléa moyen ou fort (88,8 % au niveau départemental et 48,5 % au niveau national). Sur les 36 bâtiments dénombrés sur la commune en 2019, 36 sont en aléa moyen ou fort, soit 100 %, à comparer aux 98 % au niveau départemental et 54 % au niveau national. Une cartographie de l'exposition du territoire national au retrait gonflement des sols argileux est disponible sur le site du BRGM,.
Par ailleurs, afin de mieux appréhender le risque d’affaissement de terrain, l'inventaire national des cavités souterraines permet de localiser celles situées sur la commune.
Concernant les mouvements de terrains, la commune a été reconnue en état de catastrophe naturelle au titre des dommages causés par la sécheresse en 1989, 1991, 1993, 1994 et 2008 et par des mouvements de terrain en 1999.

## Politique et administration

### Administration municipale
Le nombre d'habitants au recensement de 2011 étant compris entre 0 et 99, le nombre de membres du conseil municipal pour l'élection de 2014 est de sept,.

### Rattachements administratifs et électoraux
Commune faisant partie de la huitième circonscription de la Haute-Garonne, de la communauté de communes Cœur et Coteaux du Comminges et du canton de Cazères (avant le redécoupage départemental de 2014, Riolas faisait partie de l'ex-canton de L'Isle-en-Dodon et avant le 1er janvier 2017, de la communauté de communes des Portes du Comminges).

### Liste des maires
| Période                                  | Période  | Identité      | Étiquette | Qualité       |
| ---------------------------------------- | -------- | ------------- | --------- | ------------- |
| mars 1971                                | 1995     | René Duprat   | PCF       |               |
| juin 1995                                | En cours | Michel Duprat | DVG       | Fonctionnaire |
| Les données manquantes sont à compléter. |          |               |           |               |

## Population et société

### Démographie
| 1793 | 1800 | 1806 | 1821 | 1831 | 1836 | 1841 | 1846 | 1851 |
| ---- | ---- | ---- | ---- | ---- | ---- | ---- | ---- | ---- |
| 132  | 153  | 111  | 141  | 117  | 166  | 153  | 180  | 187  |

| 1856 | 1861 | 1866 | 1872 | 1876 | 1881 | 1886 | 1891 | 1896 |
| ---- | ---- | ---- | ---- | ---- | ---- | ---- | ---- | ---- |
| 157  | 162  | 145  | 127  | 125  | 137  | 123  | 123  | 111  |

| 1901 | 1906 | 1911 | 1921 | 1926 | 1931 | 1936 | 1946 | 1954 |
| ---- | ---- | ---- | ---- | ---- | ---- | ---- | ---- | ---- |
| 103  | 103  | 99   | 90   | 82   | 85   | 79   | 72   | 76   |

| 1962 | 1968 | 1975 | 1982 | 1990 | 1999 | 2006 | 2008 | 2013 |
| ---- | ---- | ---- | ---- | ---- | ---- | ---- | ---- | ---- |
| 64   | 63   | 41   | 36   | 31   | 42   | 47   | 49   | 47   |

| 2018 | 2022 | - | - | - | - | - | - | - |
| ---- | ---- | - | - | - | - | - | - | - |
| 50   | 55   | - | - | - | - | - | - | - |

| selon la population municipale des années : | 1968 | 1975 | 1982 | 1990 | 1999 | 2006 | 2009 | 2013 |
| Rang de la commune dans le département      | 509  | 497  | 527  | 574  | 538  | 557  | 559  | 559  |
| Nombre de communes du département           | 592  | 582  | 586  | 588  | 588  | 588  | 589  | 589  |

### Enseignement
Riolas fait partie de l'académie de Toulouse.

### Sports
Pétanque, chasse,

## Économie

### Emploi
|                | 2008  | 2013  | 2018   |
| -------------- | ----- | ----- | ------ |
| Commune        | 3,1 % | 0 %   | 20,7 % |
| Département    | 7,7 % | 9,6 % | 9,3 %  |
| France entière | 8,3 % | 10 %  | 10 %   |

En 2018, la population âgée de 15 à 64 ans s'élève à 29 personnes, parmi lesquelles on compte 82,8 % d'actifs (62,1 % ayant un emploi et 20,7 % de chômeurs) et 17,2 % d'inactifs,. En  2018, le taux de chômage communal (au sens du recensement) des 15-64 ans est supérieur à celui du département et de la France, alors qu'en 2008 la situation était inverse.
La commune est hors attraction des villes,. Elle compte 18 emplois en 2018, contre 22 en 2013 et 22 en 2008. Le nombre d'actifs ayant un emploi résidant dans la commune est de 18, soit un indicateur de concentration d'emploi de 99,4 % et un taux d'activité parmi les 15 ans ou plus de 58,5 %.
Sur ces 18 actifs de 15 ans ou plus ayant un emploi, 6 travaillent dans la commune, soit 33 % des habitants. Pour se rendre au travail, 77,8 % des habitants utilisent un véhicule personnel ou de fonction à quatre roues, 5,6 % s'y rendent en deux-roues, à vélo ou à pied et 16,7 % n'ont pas besoin de transport (travail au domicile).

### Activités hors agriculture
6 établissements sont implantés  à Riolas au 31 décembre 2019.
Le secteur du commerce de gros et de détail, des transports, de l'hébergement et de la restauration est prépondérant sur la commune puisqu'il représente 66,7 % du nombre total d'établissements de la commune (4 sur les 6 entreprises implantées  à Riolas), contre 25,9 % au niveau départemental.

### Agriculture
|               | 1988 | 2000 | 2010 | 2020 |
| ------------- | ---- | ---- | ---- | ---- |
| Exploitations | 5    | 7    | 5    | 3    |
| SAU (ha)      | 213  | 248  | 174  | 258  |

La commune est dans les « Coteaux de Gascogne », une petite région agricole occupant une partie ouest du département de la Haute-Garonne, constitué d'un relief de cuestas et de vallées peu profondes, creusés par les rivières issues du massif pyrénéen, avec une activité de polyculture et d’élevage. En 2020, l'orientation technico-économique de l'agriculture  sur la commune est la culture de céréales et/ou d'oléoprotéagineuses. Trois exploitations agricoles ayant leur siège dans la commune sont dénombrées lors du recensement agricole de 2020 (cinq en 1988). La superficie agricole utilisée est de 258 ha,,.

## Culture locale et patrimoine

### Lieux et monuments
- L'église Saint-Mathieu.
- Le château de Riolas du XIXe siècle - Gite d'hôtes.